# Henri Lespès
Pour les articles homonymes, voir Lespès.
Henri Lespès (à l'état civil Henri Vincent Théodore Lespès), né le 7 mars 1909 à Mant (Landes) et mort le 7 janvier 1997 à Bayonne (Pyrénées-Atlantiques), est un homme politique et écrivain français.

## Biographie
Ingénieur des Mines, Henri Lespès milite dans les années 1930 au sein des « Équipes sociales » de Robert Garric, d'inspiration catholique, et prend part à la fondation d'une structure syndicale pour le personnel d'encadrement, ce qui débouchera après la Seconde Guerre mondiale sur la création de la CGC.
Il est mobilisé en septembre 1939 comme lieutenant d'artillerie, sert pendant la « drôle de guerre » sur le front de Lorraine. Son unité se trouve dans la région de Limoges lorsque survient l'armistisce de juin 1940. Il relatera cette expérience dans un livre qui sera un des premiers gros succès de librairie de l'immédiat après-guerre, Corps à corps avec les blindés. Il plonge ensuite dans la Résistance, et termine la guerre avec le grade de chef d'escadron et une croix de chevalier de la Légion d'honneur.
Élu député MRP de Seine-et-Marne en 1945, il est réélu sous la même étiquette aux deux élections législatives de 1946. En novembre 1947, il démissionne du MRP en cours de mandat pour rejoindre les gaullistes du « Groupe des républicains populaires indépendants », en compagnie d'autres transfuges du MRP (dont Edmond Michelet, Jean-Paul Palewski, Louis Terrenoire) qui font leur ralliement au RPF fondé quelques mois plus tôt par le général de Gaulle.
Aux législatives de 1951, il est « parachuté » par le RPF dans la Vienne mais ne parvient pas à se faire élire. Il se représente dans la même circonscription comme tête de liste des Républicains sociaux (gaullistes) aux législatives de 1956 mais il est lourdement battu. Il abandonne alors la politique active et reprend une activité d'ingénieur-conseil.

## Œuvres
- Corps à corps avec les blindés – Carnet de route de la Sarre à la Somme. Plon, 1944, prix Marcelin Guérin de l'Académie française en 1945
- L'Usine sans âme, éditions de la Colombe, 1955.

## Détail des fonctions et des mandats

### Mandats parlementaires
- 21 octobre 1945 - 10 juin 1946 : député de Seine-et-Marne
- 2 juin 1946 - 27 novembre 1946 : député de Seine-et-Marne
- 10 novembre 1946 - 4 juillet 1951 : député de Seine-et-Marne